# 31. U-Flottille
Die 31. U-Flottille (31. Unterseebootflottille) war ein militärischer Verband der ehemaligen deutschen Kriegsmarine im Zweiten Weltkrieg, welche von September 1943 bis zur Kapitulation im Mai 1945 existierte. Die Flottille wurde Anfang Mai 1945 auf Befehl der Alliierten hin, zusammen mit den anderen militärischen Verbänden der Kriegsmarine, aufgelöst.

## Geschichte
Die 31. U-Flottille wurde im September 1943 unter dem Kommando von Kapitän zur See Bruno Mahn, einem Veteranen des Ersten Weltkriegs, als Ausbildungsflottille in Hamburg gegründet. Mahn kommandierte während des Ersten Weltkriegs das Typ-UB-II-Boot SM UB 21 sowie während des Zweiten Weltkriegs das ehemalige britische Grampus-Boot U B und das ehemalige niederländische Typ O-21-Boot UD-5. Der Flottille unterstanden U-Boote der Typen II B, II D, VII C, VII C/41, IX C/40 und XXI zur Ausbildung. Nach dem Verlust der Ausbildungsstützpunkte in Gotenhafen bei Danzig und Memel in Ostpreußen wurden die Schulungs-U-Boote auf die anderen Ausbildungsflottillen, auch auf die 31. U-Flottille, verteilt. Ein Flottillenwappen wurde nicht geführt. Die Flottille besaß auch Nebenstellen in Wilhelmshaven und Wesermünde.

## Flottillenchefs
- Kapitän zur See Bruno Mahn: September 1943 bis April 1945 (vormals Kommandant von U B und UD-5)
- Korvettenkapitän Carl Emmermann: April 1945 bis 8. Mai 1945 (vormals Kommandant von U 172 und U 3037)

## Unterstellte U-Boote
Der Flottille unterstanden insgesamt 156 Einheiten.

### Einheiten
| Klasse   | U-Boot |
| -------- | --- |
| II B     | U 120 und U 121 |
| II D     | U 140, U 141, U 148, U 150, U 151, U 152 |
| VII C    | U 235, U 236, U 237, U 251, U 276, U 287, U 291, U 316, U 349, U 350, U 367, U 368, U 369, U 397, U 428, U 429, U 430, U 554, U 560, U 612, U 677, U 679, U 680, U 681, U 682, U 683, U 708, U 712, U 720, U 721, U 722, U 733, U 746, U 747, U 748, U 768, U 771, U 772, U 773, U 774, U 775, U 776, U 777, U 778, U 779, U 903, U 905, U 907, U 922, U 924, U 975, U 977, U 982, U 1101, U 1132, U 1192, U 1193, U 1194, U 1195, U 1196, U 1197, U 1198, U 1201, U 1204 |
| VII C/41 | U 999, U 1000, U 1001, U 1002, U 1003, U 1004, U 1005, U 1006, U 1007, U 1008, U 1009, U 1010, U 1013, U 1014, U 1015, U 1016, U 1017, U 1018, U 1019, U 1020, U 1021, U 1022, U 1023, U 1024, U 1103, U 1167 |
| IX C/40  | U 1224, U 1225, U 1226, U 1227, U 1228, U 1229, U 1230, U 1231, U 1232, U 1233, U 1234, U 1235 |
| XXI      | U 2501, U 2502, U 2503, U 2504, U 2505, U 2506, U 2507, U 2508, U 2509, U 2510, U 2511, U 2512, U 2513, U 2514, U 2515, U 2516, U 2517, U 2518, U 2519, U 2520, U 2521, U 2522, U 2523, U 2524, U 2525, U 2526, U 2527, U 2528, U 2529, U 2530, U 2531, U 2533, U 2534, U 2535, U 2536, U 2537, U 2538, U 2539, U 2540, U 2541, U 2542, U 2543, U 2544, U 2545, U 2546, U 2548, U 2551, U 2552                                                                            |